# Mutiu Adepoju
Mutiu Adepoju (Ibadan, 22 december 1970) is een voormalig profvoetballer uit Nigeria die speelde als centrale middenvelder. Hij kwam het grootste gedeelte van zijn loopbaan uit in Spanje, waar hij onder meer speelde voor Racing Santander, Real Sociedad en UD Salamanca. Adepoju sloot zijn actieve loopbaan in 2006 af bij de Spaanse club CD Cobeña.

## Interlandcarrière
Adepoju speelde in totaal 47 officiële interlands voor het Nigeriaans voetbalelftal. Hij maakte zijn debuut voor de nationale ploeg op 18 augustus 1990 in de kwalificatiewedstrijd tegen Togo (3-0). Met The Super Eagles won hij in 1994 het toernooi om de Africa Cup. Hij nam deel aan drie opeenvolgende WK-eindronden: 1994, 1998 en 2002.